# اچ‌ام‌اس کانتربوری (۱۹۱۵)
اچ‌ام‌اس کانتربوری (۱۹۱۵) (به انگلیسی: HMS Canterbury (1915)) یک کشتی بود که طول آن ۴۴۶ فوت (۱۳۶ متر) بود. این کشتی در سال ۱۹۱۵ ساخته شد.